# Гепард стрункий
Гепа́рд струнки́й, гепа́рд (Acinonyx jubatus) — єдиний сучасний вид роду гепард (Acinonyx) із родини котових (Felinae). Згідно з генетичними дослідженнями, найближчим сучасним родичем гепарда є пума. Гепард — найшвидший наземний ссавець, він здатний досягати швидкостей, за різними джерелами, від 80 до 112 км/год. Приручених гепардів у минулому використовували для полювання на антилоп, у тому числі їх тримали й руські князі. Гепард має кілька пристосувань для швидкості, зокрема: легка будова, гнучкий скелет, довгі тонкі ноги, довгий хвіст, невсувні кігті, збільшені носові порожнини й легені. Довжина тіла від носа до хвоста становить 112—150 см, довжина хвоста 60–80 см, висота в плечах 67–94 см, маса 21–72 кг; наявний статевий диморфізм — самці більші й важчі. Голова невелика, округла, з двома примітними чорними смугами під очима. Шерсть, як правило, від темно-коричневого до кремово-білого або блідо-бурого кольору і здебільшого вкрита рівномірно розташованими суцільними чорними плямами.
Історичний ареал гепарда охоплював майже всю Африку (оминаючи густі ліси) і південь Азії від Середземного моря до півдня Казахстану й до більшої частини Індії. Тепер в Азії гепард зберігся лише в пустельному центральному Ірані, а в Африці його ареал сильно фрагментований і чисельність виду незначна. Його середовищем проживання є сухі ліси, чагарники, трав'янисті місцевості, пустелі.
Гепард активний удень, найбільше — вранці й увечері. Полює переважно на копитних середніх і великих розмірів. Із соціальної точки зору популяція гепардів поділяється на такі категорії: матір з дітьми, поодинока самиця, кочівний поодинокий самець, територіальна коаліція самців. Певного сезону розмноження немає. Після майже тримісячної вагітності народжується як правило, від трьох до п'яти дитинчат; дитинчата гепардів дуже вразливі до хижацтва іншими великими хижими тваринами, такими як гієни, пантера плямиста, лев. Типова тривалість життя в природі становить 6 років, у неволі в середньому 17 років.

## Морфологічна характеристика
Гепард помітно відрізняється від інших представників родини котових через його спосіб полювання — швидкісне переслідування жертви на короткій дистанції. Тіло струнке і здається навіть тендітним, але насправді гепард має розвинені м'язи та практично не має жирових відкладень. Голова невелика й округла, а вуха короткі. Очі високо розташовані, з круглими зіницями; від передніх куточків очей до рота простягаються чорні смужки; припускається, що вони можуть захищати очі від сонячних відблисків. Гепард має дуже великі носові ходи, що забезпечує швидкий потік достатньої кількості повітря. Гепард має довгі тонкі ноги з вузькими лапами, що мають товсті підошви. Кігті теж пристосовані до швидкого руху — вони міцні, тупі, лише трохи зігнуті, і втягуються лише частково. Хвіст довгий і м'язистий, що слугує для маневрування; він зверху плямистий, а остання третина має ряд чорних кілець, кінчик хвоста білий. На потилиці є невелика грива довшого волосся. Дитинчата мають яскраво виражену гриву, поширену далі на спину й на голову; грива поступово втрачається до підліткового віку. Є думка, що зовнішній вигляд дитинчат гепарда є імітацією зовнішності лютої тварини медоїда, й хоча природний відбір час від часу створював такий вид мімікрії, однак у цьому випадку гіпотеза здається малоймовірною.
Шерсть груба. Забарвлення піщано-жовте, сірувате чи жовтувато-коричневе з розкиданими по всьому тілу дрібними круглими чорними плямами; вентральні поверхні тіла блідіші за дорсальні. У 1927 році був описаний додатковий вид гепардів — королівський (Acinonyx rex), який мав довше і м'якше хутро й на додачу до плям — темні смуги. Однак, виявилося, що це не окремий вид, а нетиповий різновид гепардів (Acinonyx jubatus), у яких спинні плями злилися в смуги внаслідок генної мутації.
Маса дорослого гепарда становить 21–72 кг, довжина тіла від носа до хвоста — 112—150 см, хвіст завдовжки 60–80 см, висота в плечах становить 67–94 см. Є вираженим статевий диморфізм — самці більші й важчі.
Деколи пишуть, що гепард має відносно велике серце, бронхи й легені, як пристосування до швидкості. Однак ці твердження суперечливі. Інші дослідження вказують, що відносні розміри серця й легенів не збільшені. Натомість процеси терморегуляції в гепарда помітно оптимізовані відповідно до його стилю життя, використовуючи трансназальне охолодження, щоб запобігти перегріванню мозку. Частота дихання значно зростає після погоні або під час високих температур навколишнього середовища, переходячи від 9 вдихів/хв у спокої до 100—206 вдихів/хв. Під час бігу на високих швидкостях частота серцевих скорочень гепарда може сягати 250 ударів на хвилину. Легені гепарда мають більшу ємність, що дозволяє збільшувати споживання кисню під час інтенсивних навантажень. Ці адаптації дозволяють гепарду підтримувати свою швидкість протягом 20–30 секунд.

## Життєвий цикл

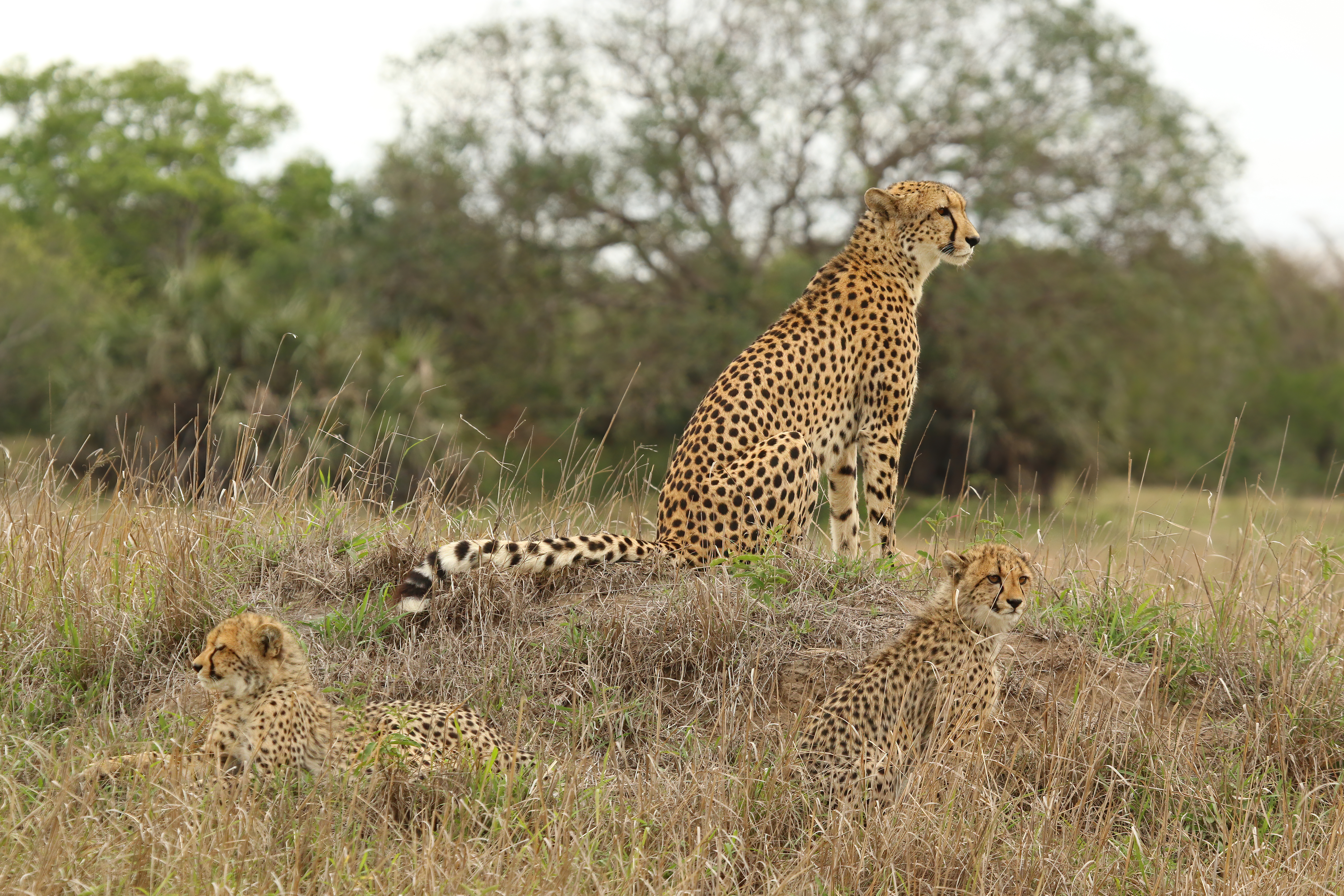
матір з дітьми

Розмноження можливе упродовж року. Для самців воно залежить від доступності самиць, для самиць воно залежить від наявності ресурсів. За межами періодів розмноження й виховання дітей самиці живуть поодиноко на територіях, які перетинаються з територіями інших самиць і самців (як поодиноких, так і об'єднаних у коаліції).
Вагітність у гепардів триває 90–95 днів, після чого на світ з'являється від 2 до 8 (у середньому 2–3) дитинчат вагою 150—400 грамів. Дитинчата перебувають у лігві (зазвичай це болото, густа трава чи скелясте відслонення) приблизно 8 тижнів і протягом цього періоду вони можуть бути перенесені в нові лігва. Дитинчата відкривають очі через 4–11 днів і починають ходити через 12–13 днів. Матір звертається до дитинчат за допомогою специфічної щебетливої вокалізації. Вигодовування молоком триває 3—6 місяців. Густа сіра грива, яку мають дитинчата на потилиці, плечах і спині, виглядає як камуфляж від хижаків. Грива зникає приблизно у віці 3 місяців, приблизно в той час матір перестає ховати дітей у траві, а вони слідують за нею. Самиця з дітьми мусить успішно полювати кожен день, натомість поодинокі тварини можуть собі дозволити вдале полювання кожні 2–5 днів. Діти супроводжують матір на полювання все частіше з віком. Коли підліткам виповнюється приблизно 5 місяців матір заохочує молодь, випускаючи живу здобич для вироблення в них інстинкту вбивці. Загалом, діти перебувають разом з матір'ю від 13 до 20 місяців. Статева зрілість досягається у віці приблизно 15 місяців.
У неволі гепарди живуть до 19 років. У дикій природі тривалість життя становить приблизно 6–8 років. Смертність дитинчат у гепардів є найвищою з-поміж котів, на яких людина не полює. Упродовж перших тижнів після народження до 70 % молодняку вбивають інші хижаки, насамперед леви, гієни й пантери плямисті. Решту смертей серед дитинчат спричиняють голод, пожежі та пневмонії через несприятливу погоду.
У гепардів у природному середовищі виявлено ураженість різноманітними вірусами: котячий парвовірус, котячий коронавірус, котячий герпес, котячий каліцивірус, вірус чуми собак, вірус сказу та ін. Дуже поширеним є паразит Toxoplasma gondii; також виявлені гемоплазма й різні шлунково-кишкові паразити. Дослідження показують, що гепарди в дикій природі успішно виробляють адекватну імунну відповідь при контакті з патогенами.

## Поведінка

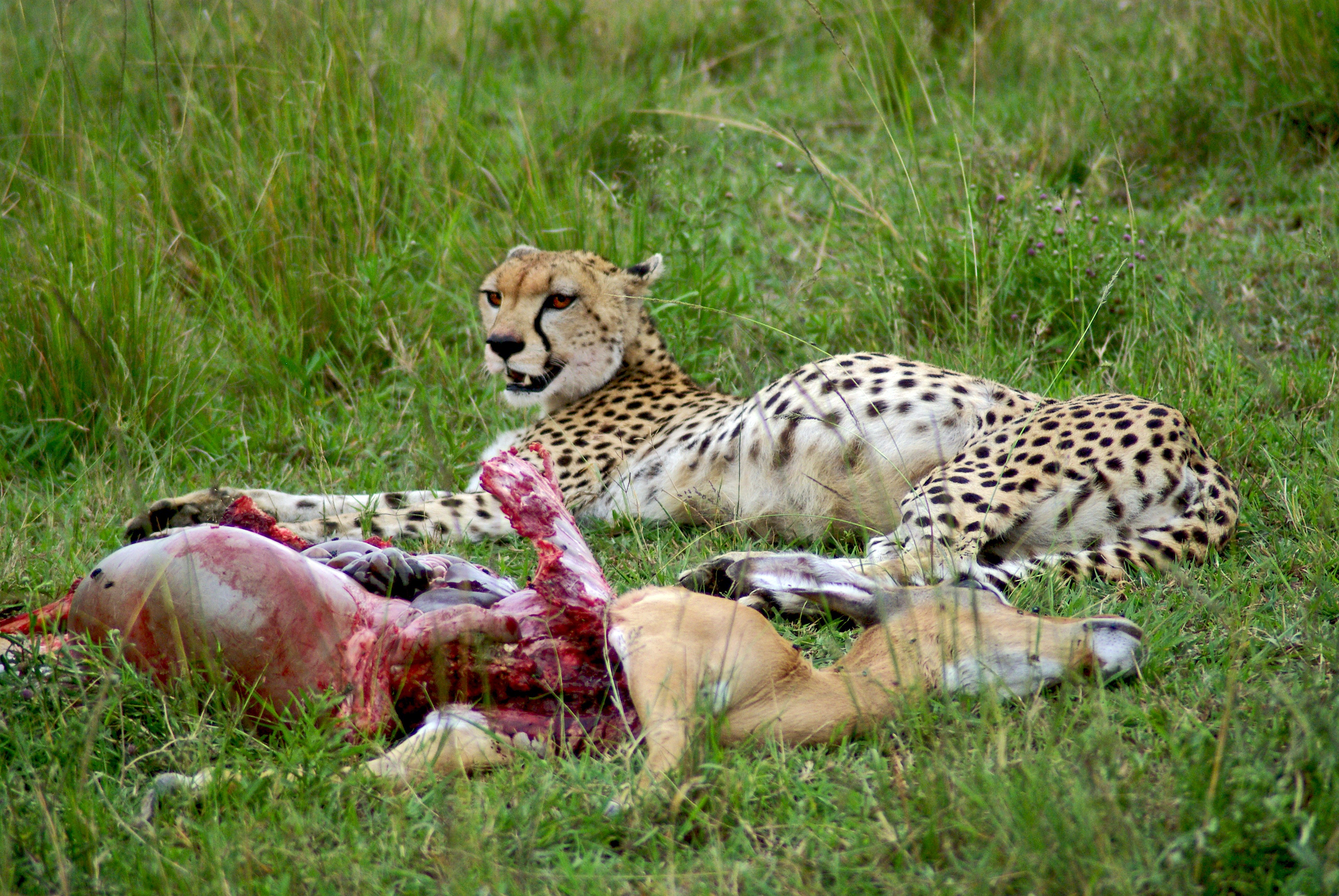
гепард і вбита імпала

Гепарди можуть жити як поодинці, так і в групах. Групи складають матір з потомством, самостійні підлітки й коаліції самців, а поодиноко можуть жити як самиці, так і самці. Коаліції самців є територіальними й переважно невеликими — двоє чи троє особин — рідко коаліції сягають чисельності до 15 особин. Сутички між самцями не поширені й смерті від таких сутичок рідкісні. Гепарди у групі менше переслідуються гієнами й поодинокими самцями-гепардами. Самиці в основному живуть поодинці — за винятком періоду виховання дітей.
Гепарди — денні хижаки, з найбільшою активністю вранці й увечері; однак полюють також при повному місяці. Денний спосіб життя дає їм більше шансів уникнути зустрічей з нічними ворогами: левом, пантерою плямистою, гієнами. Гепарди полюють переважно на дрібних копитних — газелей, імпал, телят гну — однак іноді, за нагоди, вони вб'ють і малих ссавців, таких як зайці, а також птахів. На відміну від інших котових, гепарди полюють, переслідуючи здобич, а не із засідки. Спочатку вони наближаються до вибраної жертви на відстань приблизно 10 метрів (при цьому практично не ховаючись), а потім намагаються зловити її в короткому забігу. Максимальна швидкість під час цього забігу за різними джерелами становить від 80 до 112 км/год. Під час швидкого бігу приблизно половину часу всі чотири лапи гепарда перебувають над землею одночасно — отже, він майже летить. Гепард зазвичай збиває здобич з ніг ударом лапи, а потім душить. Якщо за короткий час гепардові не вдається наздогнати свою жертву, він відмовляється від продовження полювання, оскільки через величезні витрати енергії нездатний на тривалу гонитву. Гепарди споживають здобич одразу ж на місці вбивства, поки є час до приходу конкурентів.
Грумінг і догляд є важливою частиною життя з раннього віку. Гепарди (як і інші коти) використовують для цього довгі, грубі язики. Як і всі малі кішки, гепарди можуть муркотіти. Найголосніше гепарди муркочуть, коли доглядають один за одним і під час відпочинку.

## Розповсюдження, чисельність

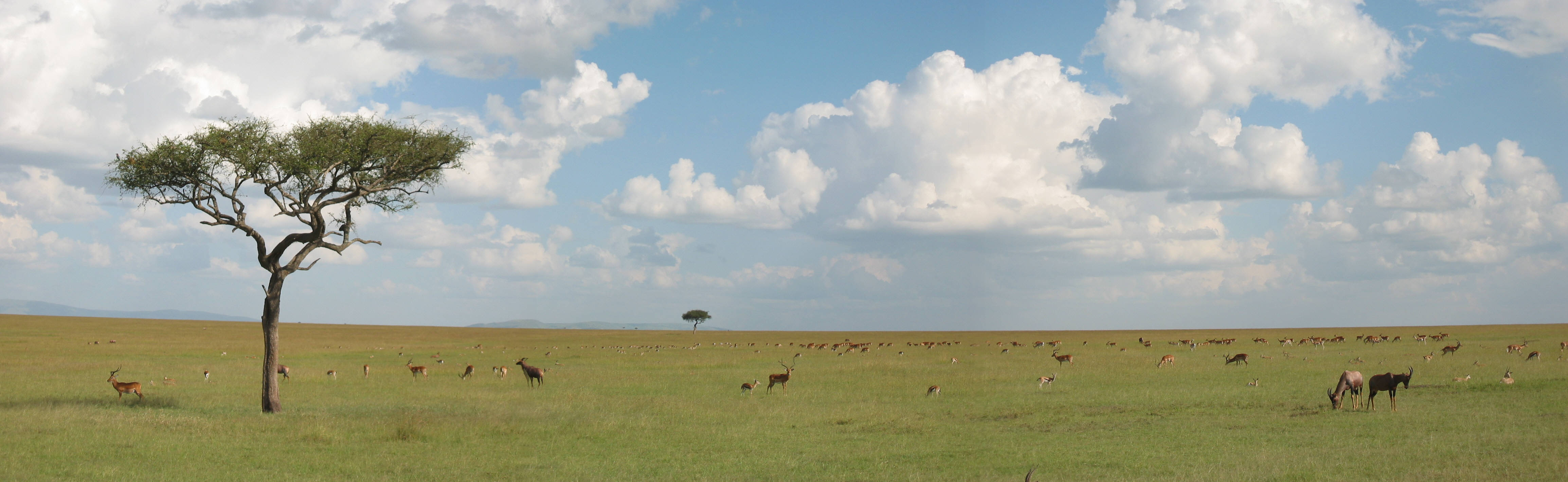
Савана — типове місце проживання гепарда

Історично гепарди були поширені на значній території Африки (уникаючи густих лісів та спекотних пустель) та в Західній, Середній і Південній Азії. Сучасний ареал виду в Африці займає лише 10 % від історичного ареалу. Азійський підвид гепарда Acinonyx jubatus venaticus історично був поширений від узбережжя Середземного моря на північ до Кавказу та Аральського моря і на схід до центральної Індії. Відомо, що зараз він живе тільки в центральних пустелях Ірану, де, однак, теж перебуває під загрозою зникнення. У Туркменістані гепардів востаннє бачили у 1960-х роках. Відповідно до свого способу полювання, гепард надає перевагу відкритим просторам, це: трав'янисті місцевості, савани, напівпустелі тощо.
Найбільша чисельність гепардів живе у Східній і Південній Африці, але й тут спостерігається значне зменшення популяції. Значна чисельність гепардів зафіксована у Танзанії та Кенії. Значні субпопуляції гепардів є також на півдні Ефіопії, у Південному Судані та на півночі Уганди, але вони помітно фрагментовані в усьому регіоні. Стан популяцій гепарда в Еритреї, Джибуті, Сомалі та Судані невідомий. У Південній Африці більшість гепардів живуть у регіоні, що простягається через Намібію, Ботсвану, південно-західну Анголу, північ ПАР, південно-західну частину Мозамбіку та південну Замбію. Значні популяції також існують в інших районах Замбії, Зімбабве та Мозамбіку. Є кілька надійних спостережень за гепардами з південно-східної Анголи, недалеко від кордонів Намібії та Замбії. У Малаві всіх гепардів винищено.
У Північній та Західній Африці гепард рідкісний і йому загрожує зникнення. Підвид A. j. hecki, який поширений на північному заході Африки, входить до списку видів у критичному стані. Значна частина північноафриканської популяції перебуває в межах Сахари. Вона ділиться на п'ять субпопуляцій: південно-центральний Алжир, західна частина Лівії та північний схід Малі; дві пов'язані субпопуляції проживають навколо масиву Терміт у Нігері; комплекс природоохоронних територій на півночі Беніну, південному сході Буркіна-Фасо та південному заході Нігеру; південно-східний Чад та північно-східна Центральноафриканська Республіка. Гепарди були знищені в Західній Сахарі, Сенегалі, Нігерії, Мавританії, Тунісі, Гвінеї, Кот-д'Івуарі, ДРК та Гані. Ймовірно, гепарди вимерли в Камеруні та Єгипті, де їх востаннє бачили у 1970-х роках.
У грудні 2016 року було повідомлено про катастрофічне скорочення популяції гепарда, яка становила в дикій природі лише ≈ 7100 особин. За оцінками МСОП (дослідження 2007, 2011 і 2012 років) у Південній Африці живе 4190 гепардів (враховуються лише дорослі особини), східноафриканська популяція оцінювалася у 2572 особин, північно-західноафриканська популяція — 446 гепардів, азійська популяція — 60–100 тварин.
Влада Індії вирішила реінтродукувати гепардів на свою територію. Якщо план буде здійснено, то в Національному парку Куно будуть мешкати одразу четверо великих представників родини котових — тигр, лев, пантера плямиста й гепард. Втім у науковців є побоювання щодо придатності парку для проживання гепарда в перспективі, оскільки територія парку не досить велика й вона з часом може зарости чагарниковим лісом.

## Таксономія

### Історія таксономії
У 1777 році Йоган Хрістіан Даніель фон Шребер описав гепарда на основі шкіри з мису Доброї Надії і дав йому наукову назву Felis jubatus. 1828 року Джошуа Брукс запропонував родову назву Acinonyx. У 1917 р. Реджинальд Інес Покок розмістив гепарда у власній підродині Acinonychinae, враховуючи його морфологічну відмінність і від решти малих котів (Felinae), і пантерових (Pantherinae). Гепард був класифікований у підродині Felinae у пізніших таксономічних ревізіях за результатами філогенетичних досліджень.

### Підвиди
У XIX—XX століттях було описано кілька зразків гепардів; деякі пропонувались як підвиди. Група спеціалістів з вивчення котів МСОП прийняла наразі 4 підвиди.
| Підвид                                                                     | Примітки | Зображення                                                                 |
| -------------------------------------------------------------------------- | --- | -------------------------------------------------------------------------- |
| Acinonyx jubatus jubatus (Schreber, 1775), syn. A. j. raineyi Heller, 1913 | Номінальний підвид. Генетично розійшовся з азійським гепардом 67000–32000 років тому. Чисельність становить приблизно 4000 тварин. Поширений в Анголі, Ботсвані, Мозамбіку, Намібії, Південній Африці і Замбії.                                                     | Southeast African cheetah in Kruger National Park in South Africa          |
| Acinonyx jubatus venaticus Griffith, 1821                                  | Азійський підвид. Трапляється лише у горах Центрального Ірану. У 2016 році виявлено лише 43 тварини. | An Asiatic cheetah in Iran                                                 |
| Acinonyx jubatus soemmeringii Fitzinger, 1855                              | Північно-східноафриканський підвид. поширений на півночі ЦАР, в Чаді, Ефіопії і Південному Судані. У 2016 році найбільша популяція з 238 особин припала на північ ЦАР та південний схід Чаду. Відхилився генетично від номінального підвиду 72000–16000 років тому. | Northeast African cheetah resting on the ground in Djibouti City, Djibouti |
| Acinonyx jubatus hecki Hilzheimer, 1913                                    | Північно-західноафриканський підвид. У 2016 році найбільша популяція з 191 особини припала на Адрар де Іфогас, Ахаггар і Тассілі н'Аджер у південно-центральній частині Алжиру та на північному сході Малі.                                                         | Mother and daughter northwest African cheetahs                             |

## Еволюція
Гепарди частково вимерли під час останнього льодовикового періоду й у тих, які живуть зараз, спостерігаються ознаки генетичної звироднілості — ефект пляшкового горла. Наслідками зниження генетичної мінливості можуть бути збільшення смертності неповнолітніх та сприйнятливість до хвороб.
Через особливості тілобудови гепардів виділяли навіть у самостійну підродину — Acinonychinae. Проте молекулярно-генетичні дослідження виявили їхню близьку спорідненість із пумами, через що їх стали відносити до підродини малих кішок (Felinae), деколи у трибі Acinonychini. Роди еволюційного родоводу пуми (до якого належать ягуарунді, пума, рід гепард, і вимерлий рід Miracinonyx) за розрахунками мали останнього спільного предка приблизно 4,9 млн років тому. Останній же відділився від основної лінії котових 6,7 млн років тому. Найдавніші скам'янілості гепардів розкопані на сході та півдні Африки — вони датуються 3,5–3 мільйонами років. Ще 10 000 років тому гепардоподібні тварини займали великі території в Північній Америці (Miracinonyx), Африці та Євразії (Acinonyx pardinensis і Acinonyx intermedius).

## Гепард і людина

### Назва тварини

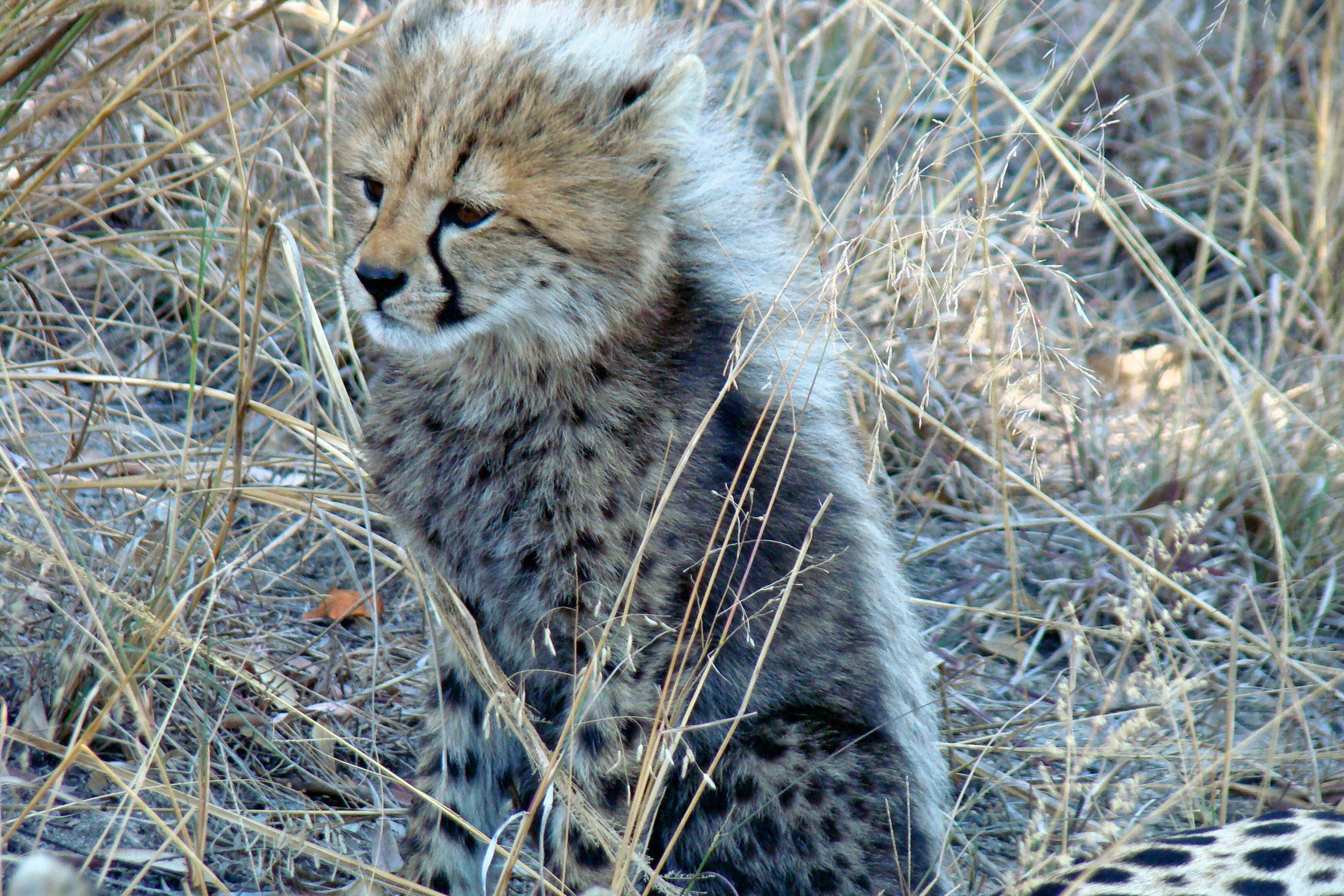
дитинча з густою гривою

Наукова родова назва Acinonyx походить від дав.-гр. ἀ- — «без; не», κινώ — «рухатись», ὄνυξ — «пазур», вказуючи на кігті, які не можуть втягуватися в подушечки. Наукова назва виду лат. jubatus — «грива; гребінь», і стосується гриви або гребеня, що спостерігається у молодих особин та деяких дорослих. Вернакулярна назва гепард походить з нім. Gepard, те від фр. guépard, те з італ. gattopardo, де gatto — «кіт», а pardo від дав.-гр. πάρδος — «пантера».
У минулому гепарда регулярно плутали з пантерою плямистою, тому однакова наукова назва для пантери плямистої (Panthera pardus) й вернакулярна назва для гепарда не є дивною, а до того ще й наукова назва для американських котів Leopardus — всі ці випадки можна розглядати в контексті характеристики плямистості, що відповідає семітській гіпотезі етимології (слово пард від івр. BÄRŌD — «плямистий»).

### Приручення гепарда й зображення в мистецтві

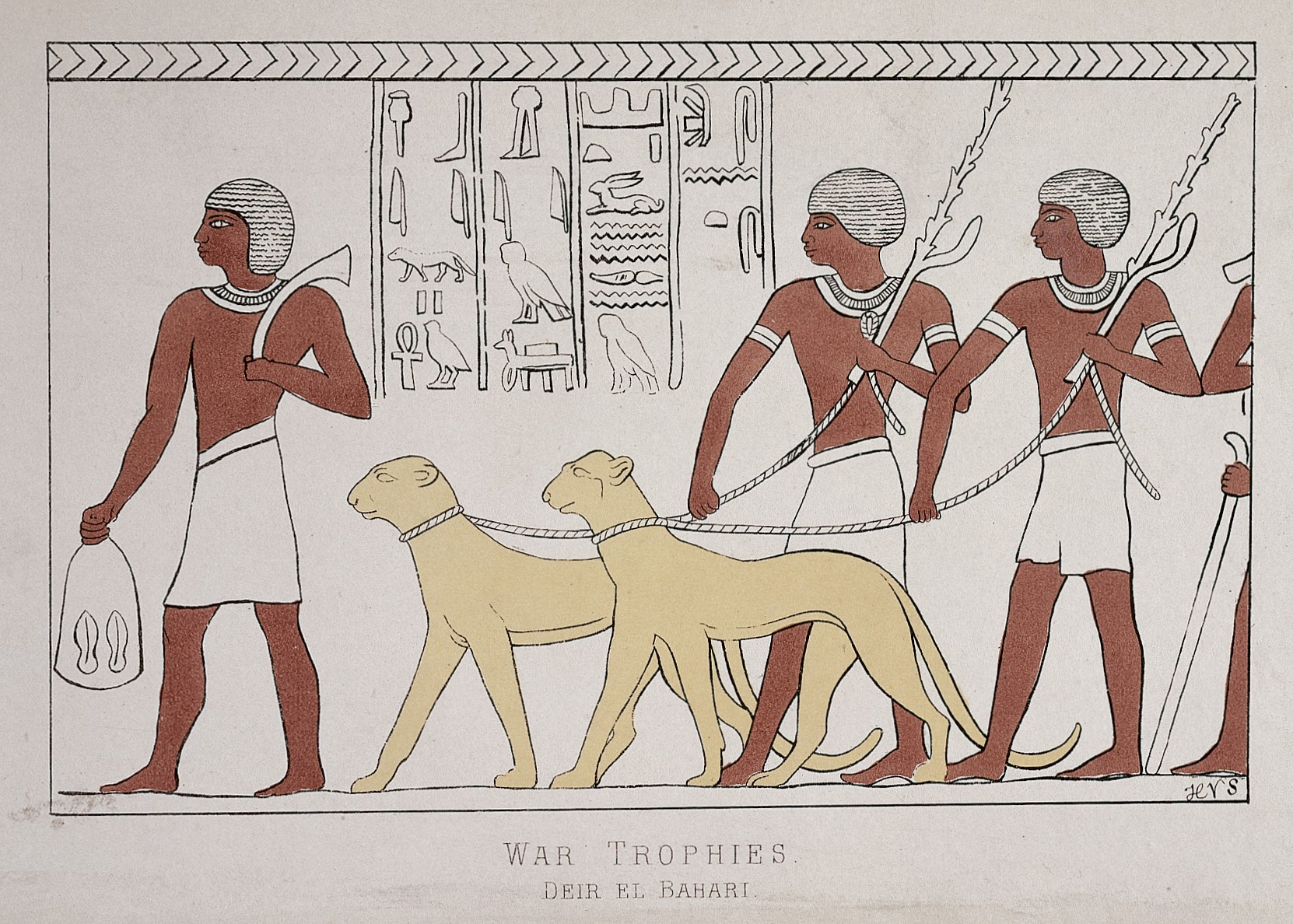
Ієрогліфи з Дейр ель-Бахрі із зображенням прив'язаних гепардів

Хоча вони хижаки, але гепарди не агресивні до людей. Гепардів легко приручити, у минулому їх використовували як мисливську тварину — єгиптяни, перси, пізніше абіссінці, араби й народи Індії. Гепардів дарували королям і аристократам. Вони використовувались для полювання аристократією багатьох середньовічних країн, таких як Італія й Руські князівства.
Приручення гепарда і його зображення у творах мистецтва часто були пов'язані. Найбільше матеріальних доказів найдавнішого приручення гепарда лишилося з часів Стародавнього Єгипту. Мафдет, одне з давньоєгипетських божеств, якому поклонялися за часів Першої династії (3100–2900 рр. до н. е.), іноді зображували у вигляді гепарда. Рельєфи в храмовому комплексі Дейр ель-Бахрі розповідають про експедицію єгиптян до країни Пунт під час правління Хатшепсута (1507—1458 рр. до н. е.), яка, серед іншого, принесла тварин, яких називали «пантерами». Під час Нового царства (XVI—XI століття до нашої ери) гепарди були звичайними домашніми тваринами для королівських родин, які прикрашали їх комірами й повідцями.
У Твіфельфонтейні знайдено наскельну різьбу із зображенням гепардів, що датуються 2000–6000 роками; однак мало що відомо про взаємодію з людьми на півдні Африки у ті часи. Мисливські гепарди відомі в доісламському арабському мистецтві з Ємену. Римський мисливський гепард зображений на мозаїці IV століття з Лода, Ізраїль.
Найдавніше зображення гепардів зі Східної Азії датується династією Тан (VII—X століття н. е.); на картинах зображені прив'язані гепарди та гепарди на конях. Китайські імператори, мабуть, використовували гепардів, а також каракалів як подарунки. У XIII—XIV століттях правителі династії Юань купували численних гепардів із західних частин імперії та у мусульманських купців. Мабуть, наступна династія Мін (XIV—XVII століття) продовжувала цю практику. Могильні статуетки монгольської імперії, що датуються царюванням Хубілая (1260—1294 рр. до н. е.), зображають гепардів на конях.
Італійський живописець XVI століття Тіціан на картині «Вакх і Аріадна» зобразив колісницю грецького бога Діоніса, запряжену двома гепардами. Картина «Ласка» 1896 року, написана бельгійським художником-символістом XIX століття Фернаном Кнопффом, змальовує міф про Едіпа та Сфінкса. На ній зображена істота з жіночою головою й тілом гепарда.

### Гепард у сучасній культурі
У фільмі про часи Римської імперії Камо грядеши зображено гепардів як домашніх тварин. Зображення гепарда використовується й у геральдиці — два гепарди стоять вертикально і підтримують корону на гербі Вільної держави (ПАР).
Гепард також часто фігурує в маркетингу й анімації. Наприклад, гепард є талісманом відомої марки чипсів Cheetos. Перший випуск macOS від Apple Inc. Mac OS X v10.0 мав кодову назву «гепард»; наступні версії, випущені до 2013 року, були названі на честь котів. Головним противником супергероїні коміксів Диво-жінки є доктор Барбара Енн Мінерва із псевдонімом Гепард. Одним із роботів компанії Boston Dynamics має назву Cheetah (гепард).
4 грудня відзначають Міжнародний день гепарда. Він був започаткований засновницею Фонду збереження гепардів Лорі Маркер 2010 року. Відзначення покликане підвищити обізнаність про загрозу зникнення цих істот.

### Гепарди в Україні

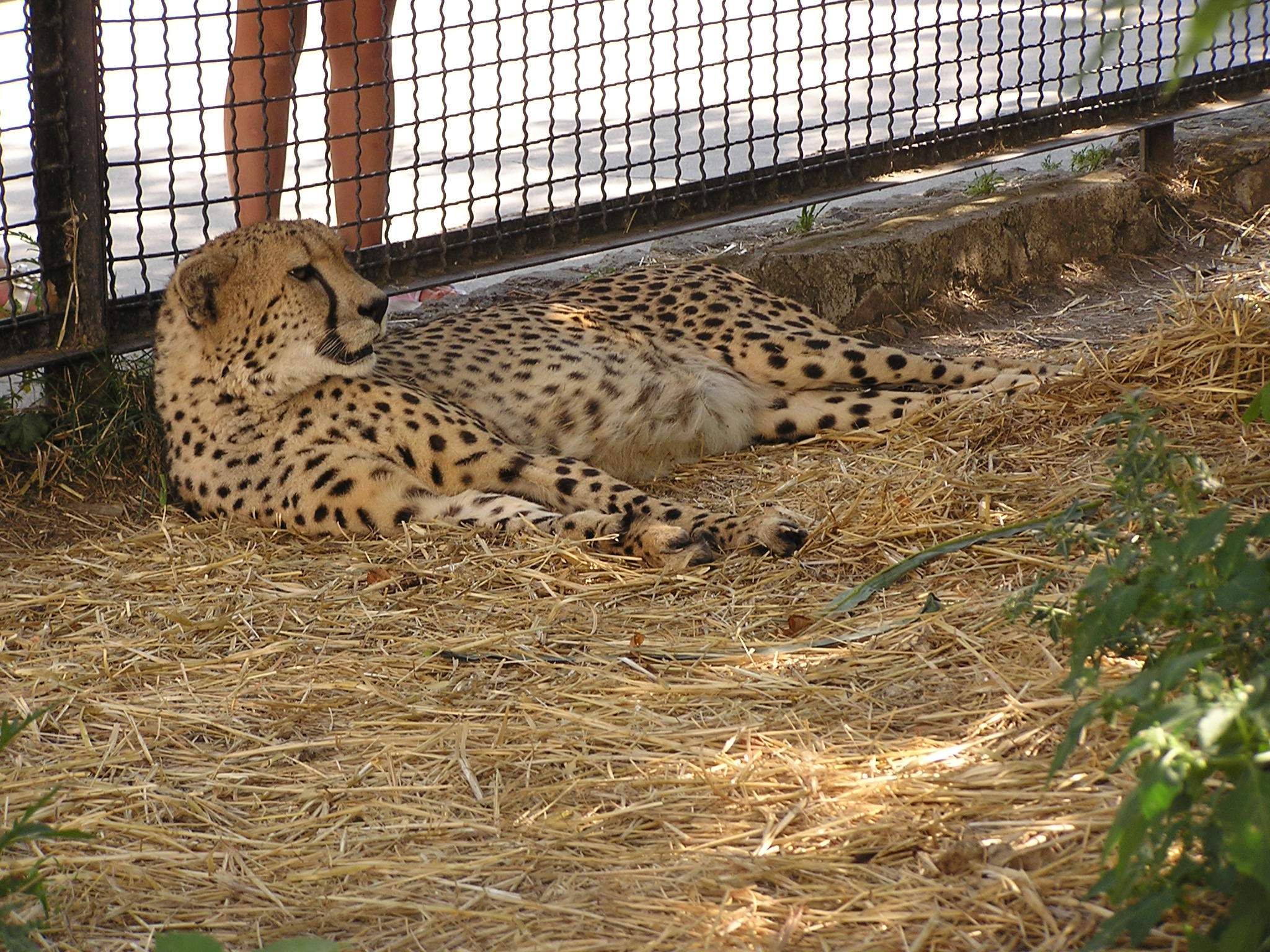
Гепард, Ялтинський зоопарк

На Русі мисливських гепардів називали пардусами. Руські князі дарували їх один одному й використовували на полюванні. Доглядали цих тварин «пардусники», особливі княжі мисливці. У «Повісті врем'яних літ» пардус — символ швидкості, мужності і сили. Літописець часто називає Святослава Хороброго пардусом. Серед розписів Софіївського собору часто зустрічаються зображення тварин, зокрема гепарда.
Нині гепарди представлені в українських зоопарках, зокрема в Ялтинському.

### Загрози для гепардів з боку людей
Оскільки гепарди живуть за невеликої щільності, вони особливо вразливі до втрати й фрагментації середовища проживання. Гепардам, які мешкають за межами заповідних територій (а це 76 %), часто загрожує конфлікт із фермерами. Хоча гепарди, як правило, віддають перевагу дикій здобичі перед худобою, дуже рідко вони можуть вбивати худобу, а фермери можуть вбити їх у відповідь. Конфлікт із фермерами також широко розповсюджений, оскільки гепарди розглядаються як конкуренти щодо здобуття цінної дичини. До того ж гепарди можуть потрапляти в пастки встановлені на дичину.
Швидкісні дороги (особливо які перетинають або примикають до заповідних територій) є значною загрозою для гепардів. В Ірані з 27 відомих випадків смерті гепардів у 2005—2011 роках через різні людські причини, щонайменше 11 тварин загинуло на дорогах через заповідні райони.
У деяких районах на гепардів полюють задля шкіри, а також культурних цілей. Крім того, існує значна незаконна торгівля дитинчатами гепардів до держав Перської затоки. Загрозою є й збільшення видобутку ресурсів і все більший розвиток інфраструктури.
Вид зазначений у Додатку I CITES, і охороняється національними законодавствами на більшій частині сучасного й частково колишнього ареалів. Однак ряд країн дозволяють вбивати гепардів, захищаючи життя та худобу. Дуже рідко проводиться систематичний контроль за тим, скільки тварин вбивають таким чином. В Ірані азійські гепарди повністю захищені. У 2009 році уряд Афганістану включив гепардів до Списку захищених видів країни.

## Галерея

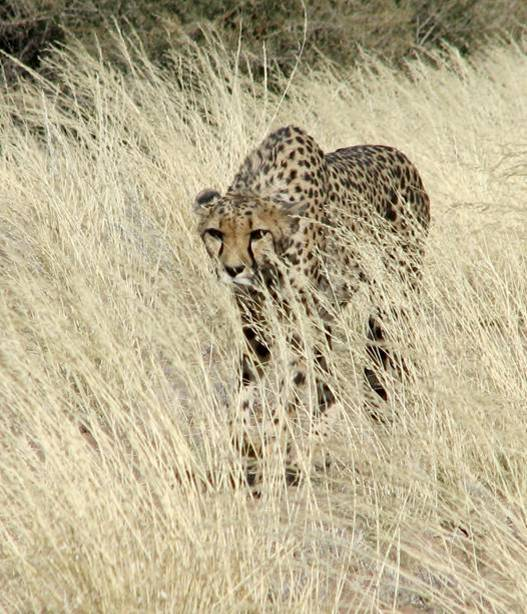
Гепард у траві
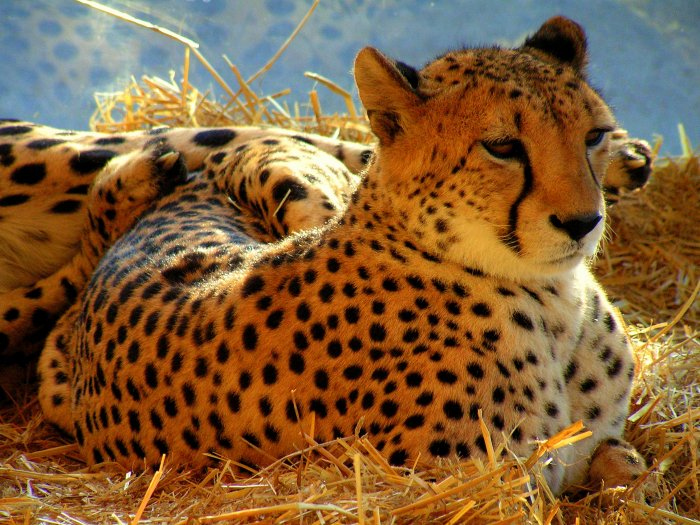
Гепард відпочиває
- Біг гепарда
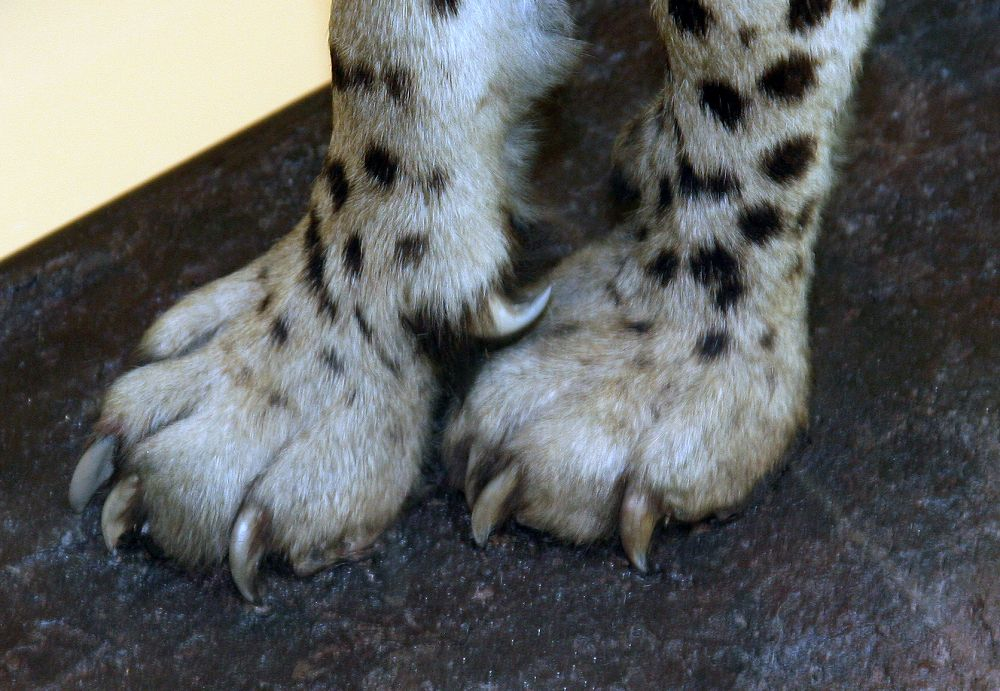
Лапи з кігтями
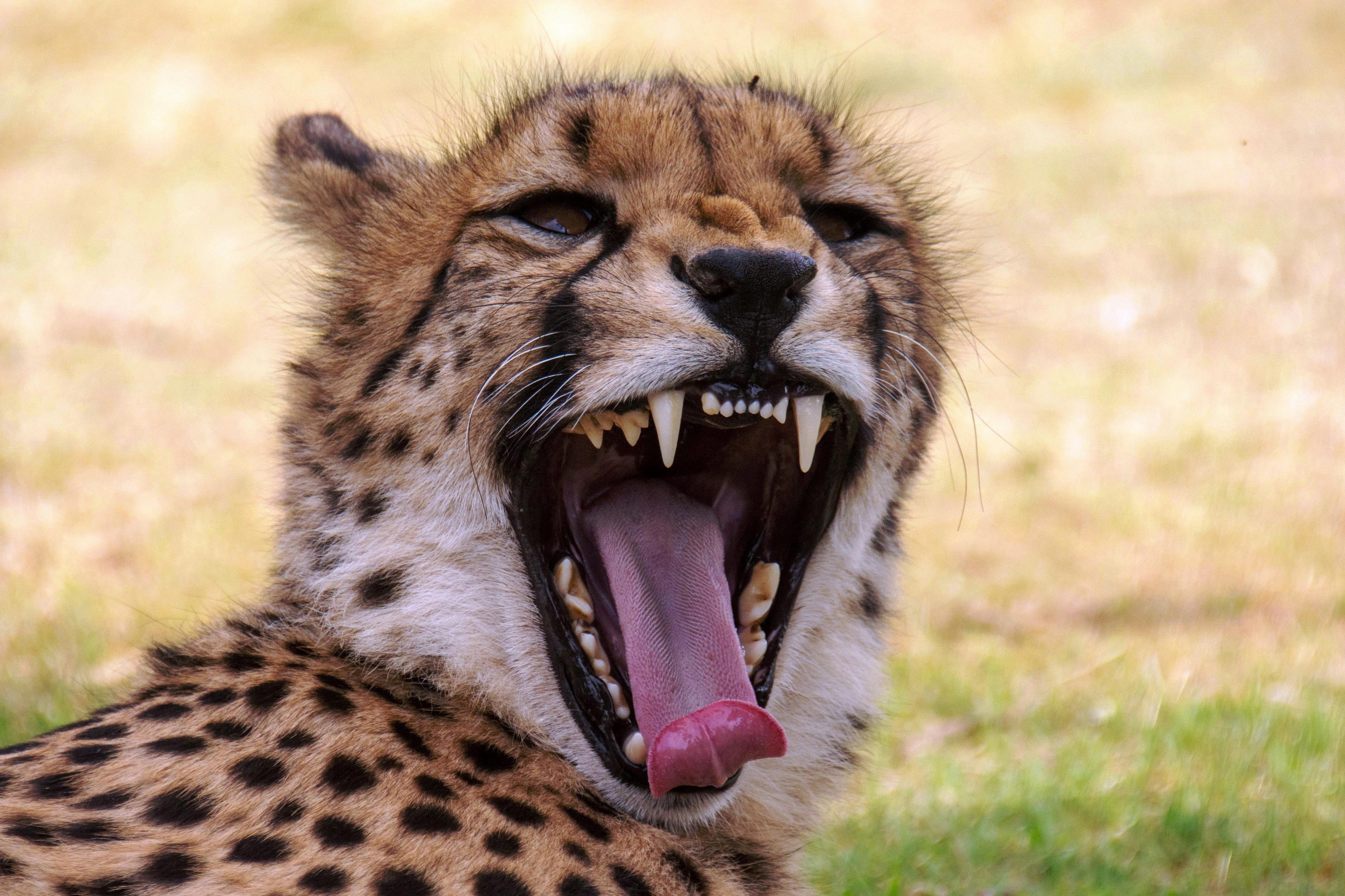
Зуби гепарда
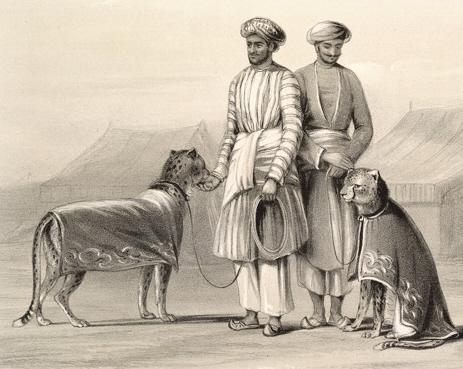
Ескіз гепардів, що належать Навабу з Ауди — правителя держави на півночі Індії.
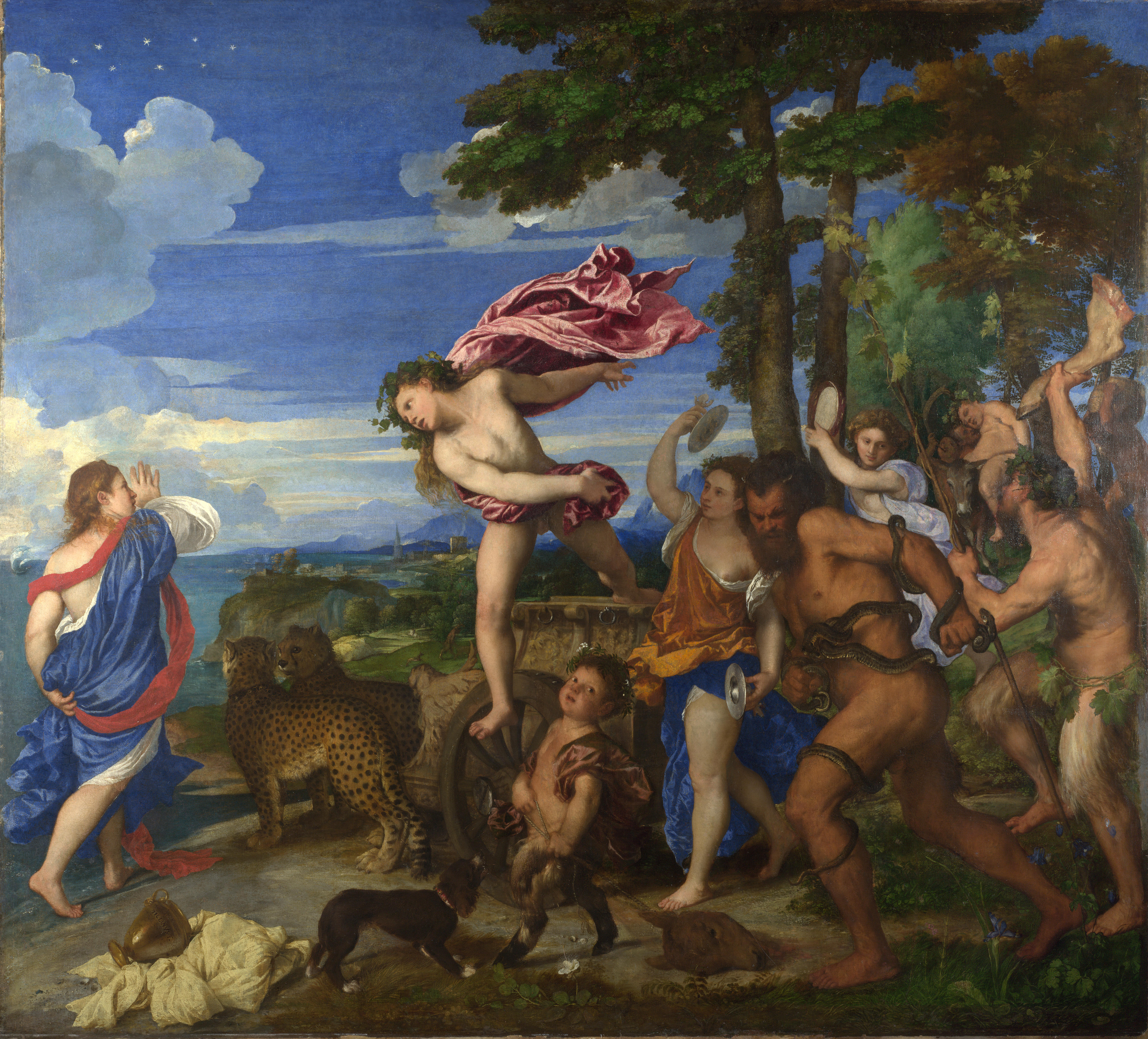
«Вакх і Аріадна», Тіціан, 1523 рік
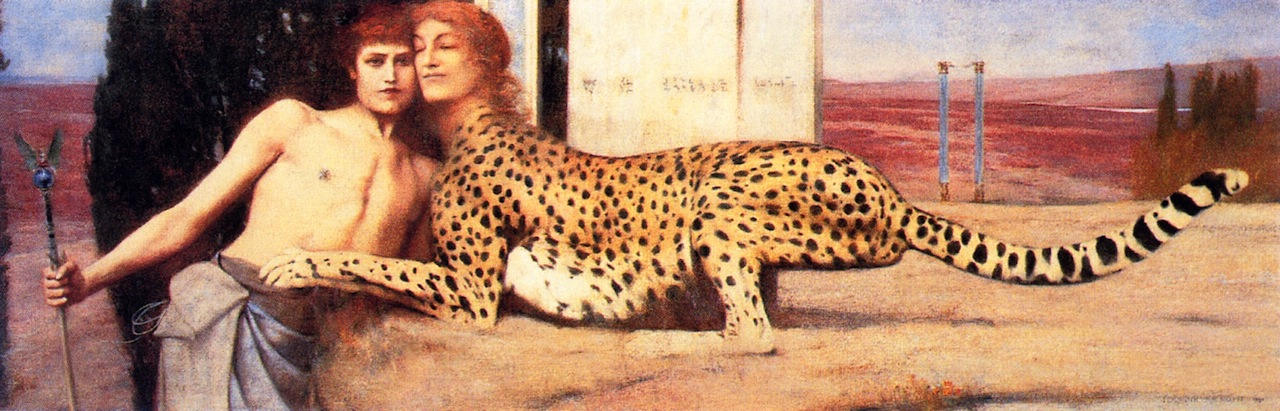
«Ласка», Фернан Кнопфф, 1896 рік
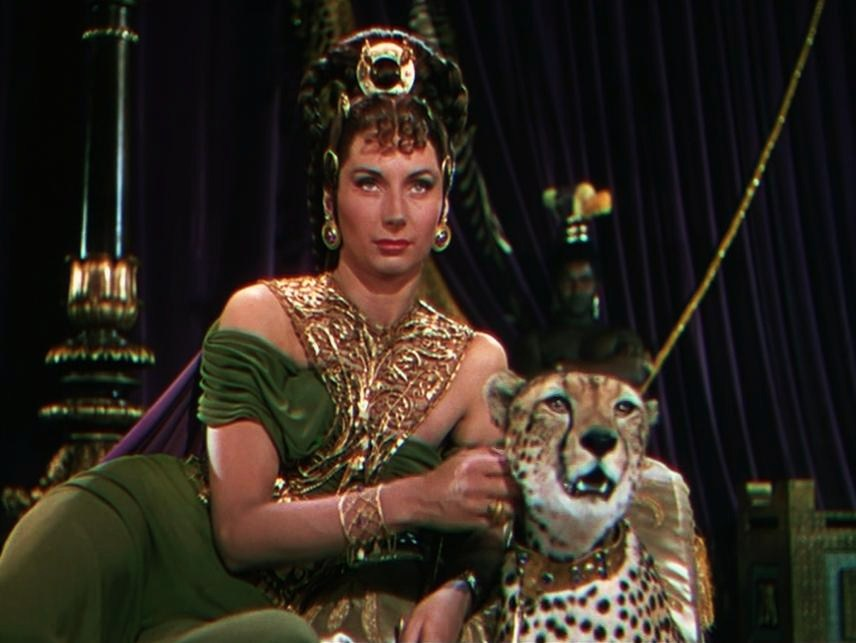
Патріша Лаффан з гепардом у фільмі «Quo Vadis»

## Додаткова література
- Пардус // Українська мала енциклопедія : 16 кн. : у 8 т. / проф. Є. Онацький. — Буенос-Айрес, 1962. — Т. 5, кн. X : Літери Ол — Пер. — С. 1297. — 1000 екз.
- Cheetah Conservation Fund [Фонд збереження гепарда] (англ.). Архів оригіналу за 4 грудня 2020. Процитовано 19.12.2020.
- Karl S. Kruszelnicki Pty Ltd (1999). Fake Flies and Cheating Cheetahs [Вимірювання швидкості гепарда] (англ.). Great Moments in Science. Архів оригіналу за 2 жовтня 2019. Процитовано 19.12.2020.
- Mutant Cheetahs [Мутантні гепарди] (англ.). The Messybeast. Архів оригіналу за 4 липня 2017. Процитовано 19.12.2020.
- O'Brien S. J. & Johnson W. E. The evolution of cats // Scientific American. — 2007. — Вип. 297. — № 1. — С. 68–75. (англ.)